# Сахновичі (печера)
Печера в Сахновичах (біл. пячора в Сахнавічах) — єдина відома на всій території Білорусі печера, завдовжки 10 м з піщаними стінами. Розташована поряд з селом Сахновичі (Глибоцький район, Вітебська область).
Печера має два вузькі лази, де людина може пролізти по-пластунські, і один великий зал, де можна стояти майже в повний зріст.
Розташована на березі озера Гінькове, де в радіусі 300 м трапляються виходи породи, в якій виникла печера. Вся печера вимита в пісковику, який, очевидно, залишився після відступу Поозерського зледеніння (Валдайського зледеніння). Входом до печери є правий вхід, лівий вхід є сифоном, який поступово звужується. По сторонам печери є декілька гротів.
Вхід у печеру був частково звужений у зв'язку зі сходженням пласту породи в напрямку до озера декілька десятиріч тому, були навіть спроби підірвати вхід у печеру, з метою його розширення.
Перша згадка про печеру датується 1896 роком етнографом Сапуновим Олексієм Парфеновичем.